# ATP Challenger Hambühren
Der ATP Challenger Hambühren (offiziell: Hambühren Challenger) war ein Tennisturnier, das zwischen 1995 und 1996 in Hambühren, Niedersachsen, stattfand. Es gehörte zur ATP Challenger Tour und wurde in der Halle auf Teppich gespielt.

## Liste der Sieger

### Einzel
| Jahr | Sieger           | Finalgegner     | Ergebnis |
| ---- | ---------------- | --------------- | -------- |
| 1996 | Jens Knippschild | Nicolas Kiefer  | 7:6, 6:1 |
| 1995 | Ján Krošlák      | Chris Wilkinson | 7:6, 6:3 |

### Doppel
| Jahr | Sieger                       | Finalgegner                   | Ergebnis        |
| ---- | ---------------------------- | ----------------------------- | --------------- |
| 1996 | Jim Pugh Joost Winnink       | Lorenzo Manta Lars Rehmann    | 7:5, 7:5        |
| 1995 | Bret Garnett T. J. Middleton | Brent Larkham Chris Wilkinson | 6:2, 3:0 aufgg. |